# Tappeh Bormi
Tappeh Bormī (Perzisch تپه برمی; lokaal: Tol-e Bormi) is een archeologische vindplaats in de Perzische provincie Khuzestan ongeveer3 km zuidwestelijk van het dorp Ram-hormoz. De heuvel is bewoond, maar er zijn bij toevallige afgraving van delen ervan (voor landbouwdoeleinden) enige belangwekkende vondsten gedaan.
Er zijn enige tabletten van Untaš-Napiriša en Šilhak-Inšušinak I uit de middelelamitische tijd gevonden, wat doet vermoeden dat er in die tijd bouwactiviteiten waren. Er is echter ook een veel oudere vondst gedaan: een inscriptie in steen van koning Amar-Sin van Ur. Deze tekst vermeldt de plundering van de stad Huhnuri. Dat is een bekend gegeven dat in de jaarnaam van het zevende regeringsjaar van Amar-Sin vermeld wordt. Op de steen wordt de Elamitische godheid Ruhuratir genoemd. Dit was waarschijnlijk de lokale god van Huhnuri. De tekst is beschadigd, maar het lijkt erop dat Amar-Sin eerst Ruhuratir (d.w.z. het beeld waarin de godheid geacht werd te huizen) ontvoerd had om de stedelingen een lesje te leren, maar later de god weer terugbracht en vervolgens de stad naar zichzelf noemde. 
Waar Huhnuri precies lag, is lang onderwerp van discussie geweest. Het moet in het Elam van het tweede millennium v.Chr. een stad van belang geweest zijn. Deze vondst laat echter met grote waarschijnlijkheid zeggen dat het Tappeh Bormi geweest moet zijn. De teruggavesteen was waarschijnlijk deel van het Ruhuratir-heiligdom geworden.